# J. D. Walsh
Pour les articles homonymes, voir John Walsh et Walsh.
John Douglas « J.D. » Walsh est un acteur américain né en 1974 à Madison (Wisconsin, États-Unis).

## Filmographie

### Cinéma
- 1997 : St. Patrick's Day : Michael John
- 1997 : Safety Smart : Jerry (sorti directement en vidéo)
- 1998 : Falling : Adam
- 2002 : Love Liza : Bern
- 2003 : Bad Boys 2 : Sales Tech
- 2006 : Bickford Shmeckler's Cool Ideas de Scott Lew
- 2014 : The Amazing Spider-Man : Le Destin d'un héros (The Amazing Spider-Man 2) : le Dr Jallings de Science Investigator sur YouTube

### Télévision

#### Téléfilms
- 2001 : Nathan's Choice : Nathan
- 2009 : Anatomy of Hope : le thérapeute du groupe

#### Séries télévisées
- 1997 : Le Petit Malin (Smart Guy) : Mackey Nagle
- 2003 : Mon oncle Charlie (Two and a Half Men) : Gordon
- 2011 : Mentalist (The Mentalist) : Nate Glass (saison 4, épisode 3)
- 2013 : Bones : Dr Fred Dumaski (saison 8, épisode 19)